# Vardenafil
Vardenafil è un inibitore della fosfodiesterasi PDE5 usato per curare l'impotenza (disfunzione erettile) ed è commercializzato sotto il nome di Levitra (Bayer AG) e Vivanza (GSK).

## Storia
Lanciato in Italia nel 2003, Vardenafil era inizialmente commercializzato tra Bayer Pharmaceuticals e GSK con il nome di Levitra e Vivanza. Dal 2005, la copromozione dei diritti di GSK su Levitra è stata acquisita da Bayer in molti mercati all'infuori di quello americano. In Italia Bayer vende il Vardenafil come Levitra: precedentemente al 2005, GSK lo vendeva come Vivanza, dato che la legislazione europea ne consentiva il co-marketing.
Il vardenafil nel tempo è stato oggetto di fenomeni di disease mongering, come anche i suoi simili, dal momento che spesso è usato fuori dai precisi e rigidi criteri medici di trattamento della disfunzione erettile, quanto piuttosto per uso ricreazionale come ormai una rilevante letteratura scientifica sugli inibitori della fosfodiesterasi-5 documenta.

## Indicazioni
Indicato nel trattamento della disfunzione erettile, definita come incapacità a raggiungere o mantenere un'erezione idonea per un'attività sessuale soddisfacente. È necessaria la stimolazione sessuale perché il vardenafil possa essere efficace.
È utilizzato nel trattamento della riabilitazione della disfunzione erettile conseguente a prostatectomia radicale per carcinoma prostatico.

### Dosi
Il Vardenafil è disponibile in dosi da 2,5 mg, 5 mg, 10 mg, e 20 mg in un blister circolare. La dose normale di partenza è di 10 mg al bisogno (circa equivalente a 5 mg di Sildenafil), salvo diversa prescrizione medica: in base all’efficacia e alla tollerabilità, la dose di partenza può essere aumentata a 20 mg oppure ridotta a 5 mg. Vardenafil dovrebbe essere assunto dai 25 ai 60 minuti prima dell'attività sessuale, con una dose massima di una al giorno. In molti pazienti il farmaco è efficace anche dopo 10-15 minuti, a seguito di stimolazione sessuale. In alcuni paesi, come l'Italia e il Regno Unito, sono disponibili solo alcuni dosaggi (5 mg, 10 mg, e 20 mg).